# Geraldo Pereira
Geraldo Pereira, detto Geraldo (Vespasiano, 3 febbraio 1958), è un ex calciatore brasiliano, di ruolo attaccante.

## Biografia
In seguito al ritiro si è trasferito a Itajaí, ove lavora come professore.

## Caratteristiche tecniche
Giocava come attaccante, ricoprendo soprattutto il ruolo di ala destra.

## Carriera

### Club
Nato nello Stato di Minas Gerais, crebbe nella società dell'América, in cui debuttò in massima serie nazionale il 20 agosto 1975 contro il Fortaleza. Due anni dopo, il 30 ottobre 1977, arrivò il primo gol, al Mineirão contro il Cruzeiro. Curiosamente, tutte le sue reti furono realizzate nel medesimo stadio, tra il III Copa Brasil e 1978. Nel 1980 si trasferì al XV de Jaú, mentre nel 1983 fu acquistato dal Botafogo. Con il club di Rio de Janeiro visse una fase positiva della sua carriera, ottenendo anche la convocazione in Nazionale. Passato al San Paolo, però, non si mantenne sui livelli delle annate precedenti, e venne ceduto al Coritiba, con cui giocò dieci partite nel Copa Brasil 1986. Passato poi all'Uberlândia, tornò su un buon livello di prestazione con la maglia del Joinville, con cui vinse il campionato Catarinense: riuscì a vincere consecutivamente tre campionati di altrettanti stati tra il 1985 e il 1987. Successivamente giocò per Atlético Paranaense e Bahia, per cui disputò le ultime stagioni in prima divisione, prima di ritirarsi con il Blumenau.

### Nazionale
Nel 1980 disputò cinque partite con la selezione Olimpica, marcando un gol. Nel 1983 ottenne la convocazione per la Copa América. Fece dunque il suo esordio il 24 agosto a Buenos Aires contro l'Argentina, subentrando a Renato Gaúcho. Vinse inoltre il Torneo Pre-Olimpico CONMEBOL del 1984.

## Palmarès

### Club

#### Competizioni nazionali
- Campionato paulista: 1

San Paolo: 1985
- Campionato Paranaense: 1

Coritiba: 1986
- Campionato Catarinense: 1

Joinville: 1987

### Nazionale
- Torneo Pre-Olimpico CONMEBOL: 1

1984